# Російсько-іспанські відносини
Російсько-іспанські відносини — дипломатичні відносини між Російською Федерацією та Королівством Іспанія. Посольство Росії знаходиться в Мадриді, генеральна консульство — в Барселоні; посольство Іспанії знаходиться в Москві. Іспанія та Велике князівство Московське вперше здійснили обмін послами в 1520-ті роки, регулярні посольства були створенні в 1722. Відносини, що припинилися після громадянської війни в Іспанії, поступово починають налагоджуватися в 1963 і в 1977 відносини повністю відновлюються. У 2008 обсяг товарообігу між двома країнами склав два мільярди євро. У березні 2009 Іспанія та Росія підписали енергетичну угоду, забезпечуючи національний доступ енергетичних компаній на внутрішні ринки.

## Московія і Царська Росія
Офіційні контакти між Іспанією і Росією почалися в 1519, коли король Карл I повідомив Василя III про своє сходження на трон Священної Римської імперії під ім'ям Карла V.
У 1523 Яків Полушкін доставив відповідь Василя III до суду королівського двору у Вальядоліді, ставши таким чином першим російським посланником в Іспанії.
У 1525 посли Іван Засекін-Ярославський і Семен Борисов представили Карлу V свої вірчі грамоти. Саме вони привезли до Москви новину про відкриття Америки.
Іспанська інквізиція, особливо Альгамбрський декрет, протягом 16 століття представляла інтерес для російського духовенства, що займалося придушенням юдейського впливу в церковних питаннях. Московія, на відміну від сучасних європейських народів, вивчала інквізицію не «як приклад який потрібно уникати, а як модель для наслідування».
Наступні тимчасові контакти були встановлені під час посольства Петра Потьомкіна (1667-1668) в період правління царя Олексія I в Росії.
Регулярні посольства двох країн були встановлені Петром I і Філіпом V в 1722.
В 1723 Росія відкрила консульство в Кадісі. Першим послом в новому російському консульстві, став Сергій Голіцин. Першим іспанським послом став герцог Дієго Франсіско де Лірія, що успадкував також титул герцога Бервікського. Тим не менше, після несподіваної смерті Петра II Іспанія оголосила права на престол Анни Іоанівни незаконними і розірвала дипломатичні відносини до 1759 року. Де Лірія, який уважно спостерігав за подіями 1730, залишив один з цінних описів подробиць сходження Анни на престол.
У 1799—1801 відносини були знову розірвані через прийняття Павлом I католицького титулу Великого магістра ордену госпітальєрів.
У 1833—1856 Росія закрила своє посольство, відмовляючись визнати легітимність королеви Ізабелли II в Іспанії. Крім цих конфліктів, відносини між двома країнами були без ускладнень. Обидві країни ніколи не воювали одна з одною. Під час Семирічної війни Росія та Іспанія були союзними державами. Під час Наполеонівських воєн обидві країни не були ні ворогами, ні союзниками і не вступали одна з одною в прямий контакт.

## Радянський період
Дипломатичні відносини між Радянським Союзом і Другою Іспанською Республікою були встановлені в 1933 році, послом до Іспанії був призначений колишній комісар з питань освіти Анатолій Луначарський, проте помер по дорозі у Франції. Його наступник Марсель Розенберг (1896–1938) і Генеральний консул Володимир Антонов-Овсієнко (1883—1938) прибув до Мадриду в 1936 році, коли вже тривала Громадянська війна. Незабаром обидва були відкликані до Москви і страчені за звинуваченням у троцькізмі.
Радянський Союз у ході війни активно підтримував республіканців, посилаючи військових радників, «добровольців» і зброю, що поставлялись в обмін на золоті резерви банку Іспанії. У Мадриді в 1989 році був встановлений пам'ятник радянським добровольцям, на якому викарбувані імена 182 упізнаних радянських громадян, загиблих під час цієї війни. Після падіння республіканців у 1939 році, Радянський Союз розірвав відносини з франкістською Іспанією. Під час Другої світової війни на Східному фронті в рядах Вермахту воювала Блакитна дивізія, що складалася з іспанських «добровольців», проте в цілому Франсиско Франко прагнув уникати прямої участі у війні.
Повоєнні відносини Іспанії з Радянським Союзом описуються як «найгірші, проте навряд чи найпроблематичніші», кульмінацією стала промова Микити Хрущова перед Генеральною асамблеєю ООН 1 жовтня 1960, спрямована проти режиму Франко, а також заборону Франко на проведення футбольного матчу Іспанія-СРСР в рамках Чемпіонату Європи 1960. Незабаром, однак, ті ж лідери зайнялися поступовим відновленням контактів.
У квітні 1963 Хрущов і Франко обмінялися листами про роззброєння і долю Хуліан Грімау; в січні 1964 Франко знову звернувся до Хрущова. Згідно радянських заяв, ці контакти були ініційовані урядом Іспанії.